# Azza Soliman
Azza Soliman – obrończyni praw człowieka, szczególnie praw kobiet, działająca na terenie Egiptu, prawniczka, współzałożycielka centrum pomocy prawnej dla kobiet cierpiących z powodu przemocy.

## Działalność
Azza Soliman odważnie wypowiada się w imieniu ofiar tortur, arbitralnego pozbawienia wolności, przemocy domowej i gwałtu w Egipcie. Jest ona współzałożycielką Centrum Pomocy Prawnej dla Egipskich Kobiet (CEWLA - Center For Egyptian Women's Legal Assistance) oraz Prawników na rzecz Sprawiedliwości i Pokoju, organizacji, które świadczą pomoc prawną, udzielają wsparcia i lekcji pisania ubogim kobietom i dziewczynom.
Prawniczka otwarcie wyraża krytykę sytuacji kobiet w swoim kraju, gdzie często są narażone na molestowanie, bezceremonialne traktowanie w miejscach publicznych i przemoc zarówno w sferze prywatnej, jak i publicznej. 

## Aresztowanie
Działanie Azzy spowodowało, że władze Egiptu uznały ją za szpiega i stwierdziły, że stanowi zagrożenie dla bezpieczeństwa narodowego. W grudniu 2016 r. Azza została aresztowana i przesłuchana przez władze swojego kraju. Po krótkim areszcie została zwolniona, jednak postawiono jej zarzut otrzymywania zagranicznych środków finansowych służących znieważaniu wizerunku Egiptu. W konsekwencji, Azzie zakazano podróży, jej majątek został zamrożony i groziło jej więzienie. Pomimo wielu trudności, kobieta nie zrezygnowała z walki.